# Simin Han
Simin Han is een plaats in Bosnië en Herzegovina met ca. 1.325 inwoners. Nabijgelegen plaatsen zijn Tuzla, Gornja en Slavinovići.
In het Eyalet Bosnië in het Ottomaanse Rijk werd Simin Han gebruikt als pleisterplaats. Han is het Turkse woord voor herberg. In de 17e eeuw begon de plaats te groeien; er werden huizen bijgebouwd en een moskee. Deze moskee staat er nog steeds. Tijdens de Bosnische Burgeroorlog was 1994 tot 1995 in Simin Han een deel van Dutchbat gelegerd als onderdeel van de VN-vredesmacht UNPROFOR.
In Simin Han zijn tegenwoordig verder een school, een basketbalvereniging en een voetbalclub Sloga Simin. De voetbalclub heeft ca. 120 jeugdspelers.